# Pararge ocellatior
Pararge ocellatior är en fjärilsart som beskrevs av Ruggero Verity 1923. Pararge ocellatior ingår i släktet Pararge och familjen praktfjärilar. Inga underarter finns listade i Catalogue of Life.